# Verkhovsky (huyện)
Huyện Verkhovsky (tiếng Nga: ? райо́н) là một huyện hành chính tự quản (raion), của Tỉnh Orel, Nga. Huyện có diện tích 757 km², dân số thời điểm ngày 1 tháng 1 năm 2000 là 23500 người. Trung tâm của huyện đóng ở Verkhov'ye.